# Christian Krauss
Christian Michael Krauss (10 de mayo de 1967 - Alemania), es un cantante y músico boliviano de origen alemán. Fue vocalista de la agrupación Lou Kass.

## Biografía
Christian Krauss nació el 10 de mayo de 1967 en Alemania, de padre alemán y madre española. Aunque desde su juventud ha residido por mucho tiempo en La Paz, Bolivia, fue allí donde empezó su carrera artística como músico y cantautor. Actualmente reside en Alemania junto a su familia donde trabaja en comercio., desde donde regresa ocasionalmente para protagonizar encuentros de la banda y brindar algunos pequeños eventos como conciertos musicales en salones importantes en La Paz.

## Vida personal
En el plano personal Krauss estuvo casado con una boliviana con quien tuvo una hija, aunque unos años después se divorciaron donde Krauss tuvo que pasar algunos momentos difíciles.
Actualmente se encuentra viviendo en Santa Cruz con Valeria Vacaflor con la cual tiene dos hijos, conformando así una linda familia.

## Carrera musical
Se hizo muy popular a principios de la década de los años noventa, junto a Grillo Villegas, Martín Joffré y Rodolfo Ortíz logró posicionar a la agrupación dentro de la historia del rock boliviano.

## Temas musicales de su autoría
- "Contigo"
- "Espejo en el espejo"
- "Resumen paceño"
- "Akasa"
- "Feel High"
- "Hombre lobo"
- "Porque eres tan bella"
- "La torcida"
- "Aquí"
- "Nadie"
- "Será"
- "Verde & plateado"
- "Cuento"
- "Jimi Brown & El Gato Movin"